# Hawryło Kryżanowski

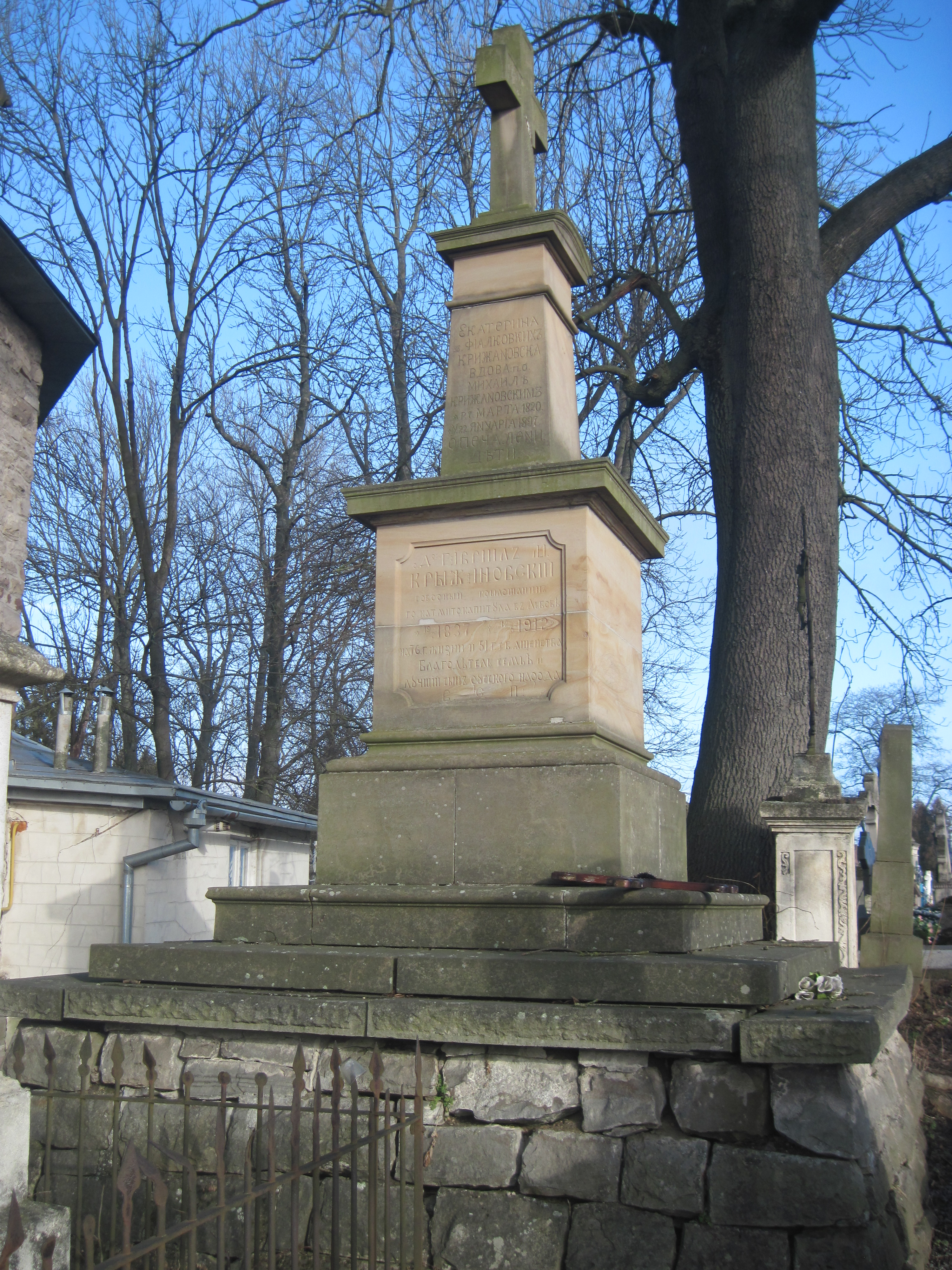
Nagrobek H. Kryżanowskiego

Hawryło Kryżanowskyj, ukr. Гавриїлo Крижановський, pol. Gabriel Krzyżanowski (ur. 19 lutego 1837 w Buczaczu, zm. 12 maja 1912 we Lwowie) – ksiądz greckokatolicki, polityk staroruski, poseł do Sejmu Krajowego Galicji i austriackiej Rady PaństwaUkończył gr.-kat. seminarium duchowne w Wiedniu (1862), w  1861 otrzymał święcenia kapłańskie. Następnie studiował teologię na uniw. w Wiedniu, gdzie w 1865 został dr teologii. W latach 1862–1865 był wikarym kościoła parafii gr.-kat. św. Barbary a także prefektem w seminarium w Wiedniu. Następnie po powrocie do Galicji został w 1865 wykładowcą  a od 1868 do 1873 prefektem seminarium gr.-kat. we Lwowie. Dyrektor diecezjalnego zakładu wspierania wdów i dzieci po zmarłych duchownych (1869-1874), następnie kasjer Instytutu wspierania sierot i wdów po greckokatolickich duchownych w lwowskiej archidiecezji (1883-1884).  Adiunkt a od 1874 profesor na Wydziale Teologii uniw. we Lwowie (1866-1874). W latach 1874–1883 był drugim kaznodzieją w katedrze św. Jura we Lwowie. Radca gr.-kat. Konsystorza Metropolitarnego we Lwowie (1869-1874, 1877-1910), kanclerz kancelarii Konsystorza (1888-1906) W latach 1905–1912 kanonik gremialny kapituły metropolitarnej we Lwowie. Członek Rady Nadzorczej Ogólnego Rolniczo-Kredytowego Zakładu dla Galicji i Bukowiny we Lwowie (1879-1887). Członek Towarzystwa im. Mychajła Kaczkowskiego.
Działacz ruchu staroruskiego, poseł do Sejmu Krajowego Galicji II kadencji (18 lutego 1867 - 13 listopada 1869) i III kadencji (20 sierpnia 1870 - 26 kwietnia 1876) wybierany z kurii IV (gmin wiejskich) z okręgu wyborczego nr 30 (Monasterzyska-Buczacz). W II kadencji jego wybór unieważniono w 1868, na jego miejsce wybrano Michała Działoszyńskiego, po jego rezygnacji 29 stycznia 1869 ponownie wybrano posłem Krzyżanowskiego. Poseł do austriackiej Rady Państwa V kadencji (4 listopada 1873 - 22 maja 1879), wybrany w kurii IV (gmin wiejskich) w okręgu wyborczym nr 25 (Buczacz-Jazłowiec-Monasterzyska-Czortków-Budzanów). W parlamencie należał do Klubu Ruskiego (Ruthenenklub). Jego postać tak scharakteryzował Kazimierz Chłędowski: najnieprzyjemniejszym z (...) falangi ruskich księży był Krzyżanowski, postać brzydka, wysoki Kałmuk o nalanej bladej twarzy, z którym rozsądnie nawet mówić nie było można. Zawzięty na wszystko co polskie, byłby rzeź urządzał na Polaków, gdyby siły z wolą w równej szły parze.
Pochowany na cmentarzu Nagorzańskim w Buczaczu.

## Literatura
- Енциклопедія українознавства. T. 3. Lwów 1993, s. 1175. (ukr.)
- Петро Гуцал: Крижанівський Гавриїл. W:  Тернопільський енциклопедичний словник. редкол.: Г. Яворський та ін.. T. 4: А—Я. Тернопіль : Видавничо-поліграфічний комбінат «Збруч», 2010, s. 316. ISBN 978-966-528-318-8. (ukr.) (ukr.)